# St. Bartholomäus (Bergtheim)

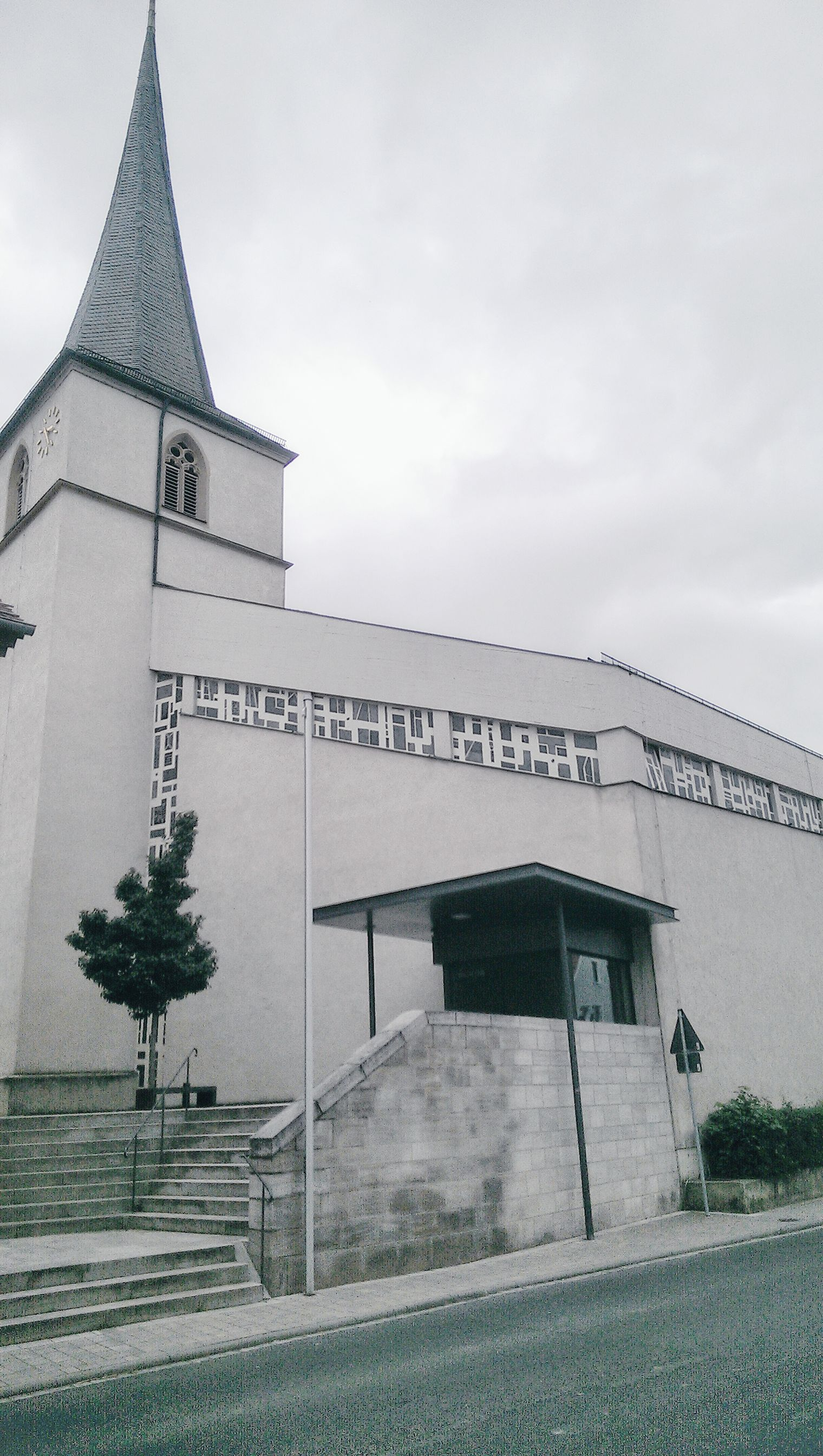
Außenansicht

St. Bartholomäus ist eine römisch-katholische Pfarrkirche in Bergtheim im unterfränkischen Landkreis Würzburg und ist unter der Nummer D-6-79-117-5 in der Bayerischen Denkmalliste eingetragen.

## Geschichte
Fürstbischof Julius Echter von Mespelbrunn begann am 7. August 1604 den Bau einer neuen Pfarrkirche, die im Jahre 1607 von Weihbischof Eucharius Sang konsekriert wurde. 1845 erfolgte eine Erweiterung unter Pfarrer Joseph Anton Viktor Kuhn.
Die heutige Kirche wurde nach Plänen von Dombaumeister Hans Schädel errichtet und am 30. August 1964 von Bischof Josef Stangl eingeweiht. Dabei blieb der Chorturm der alten Kirche aus denkmalpflegerischen Gründen erhalten.

## Ausstattung

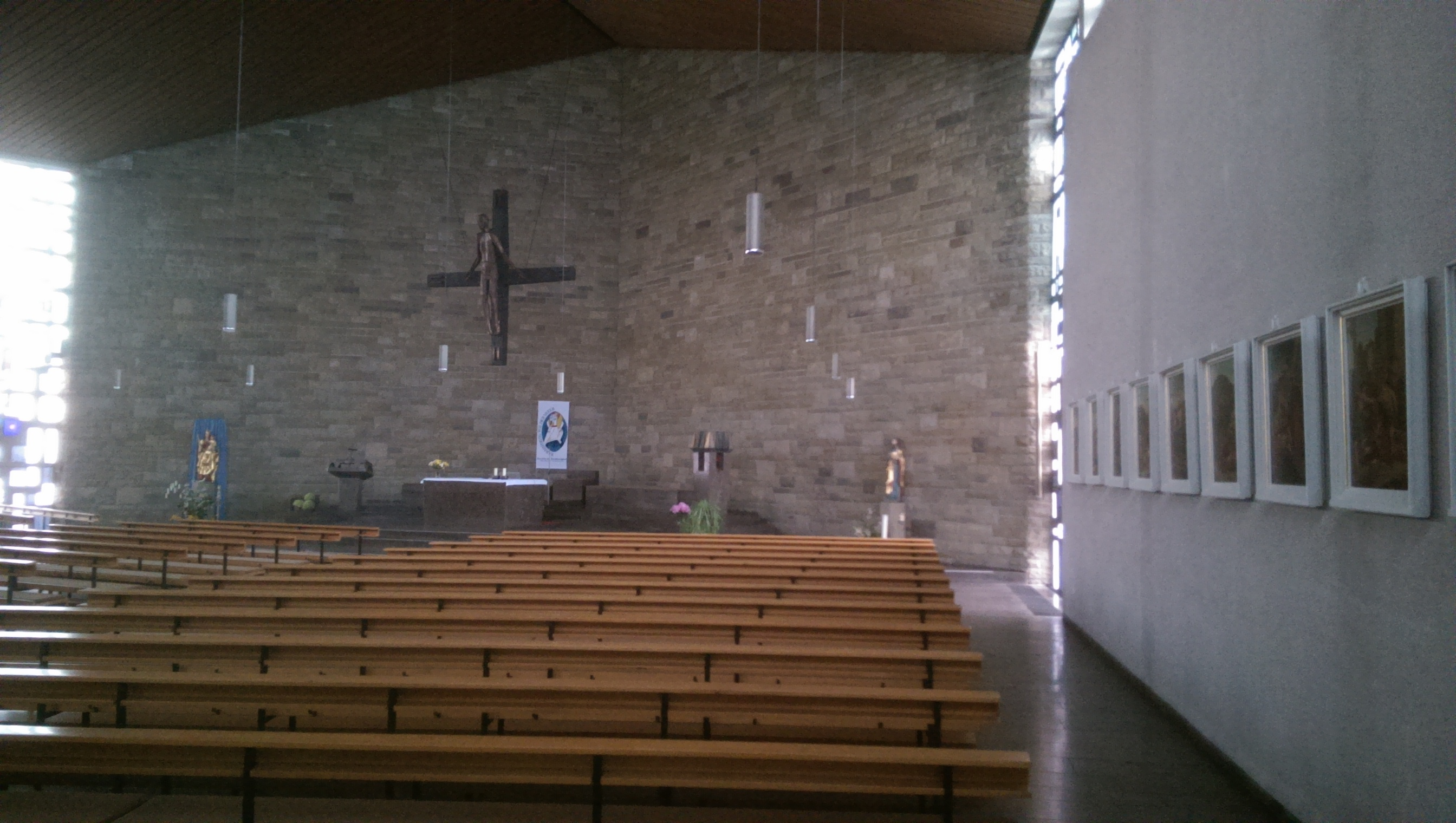
Blick zum Altarraum

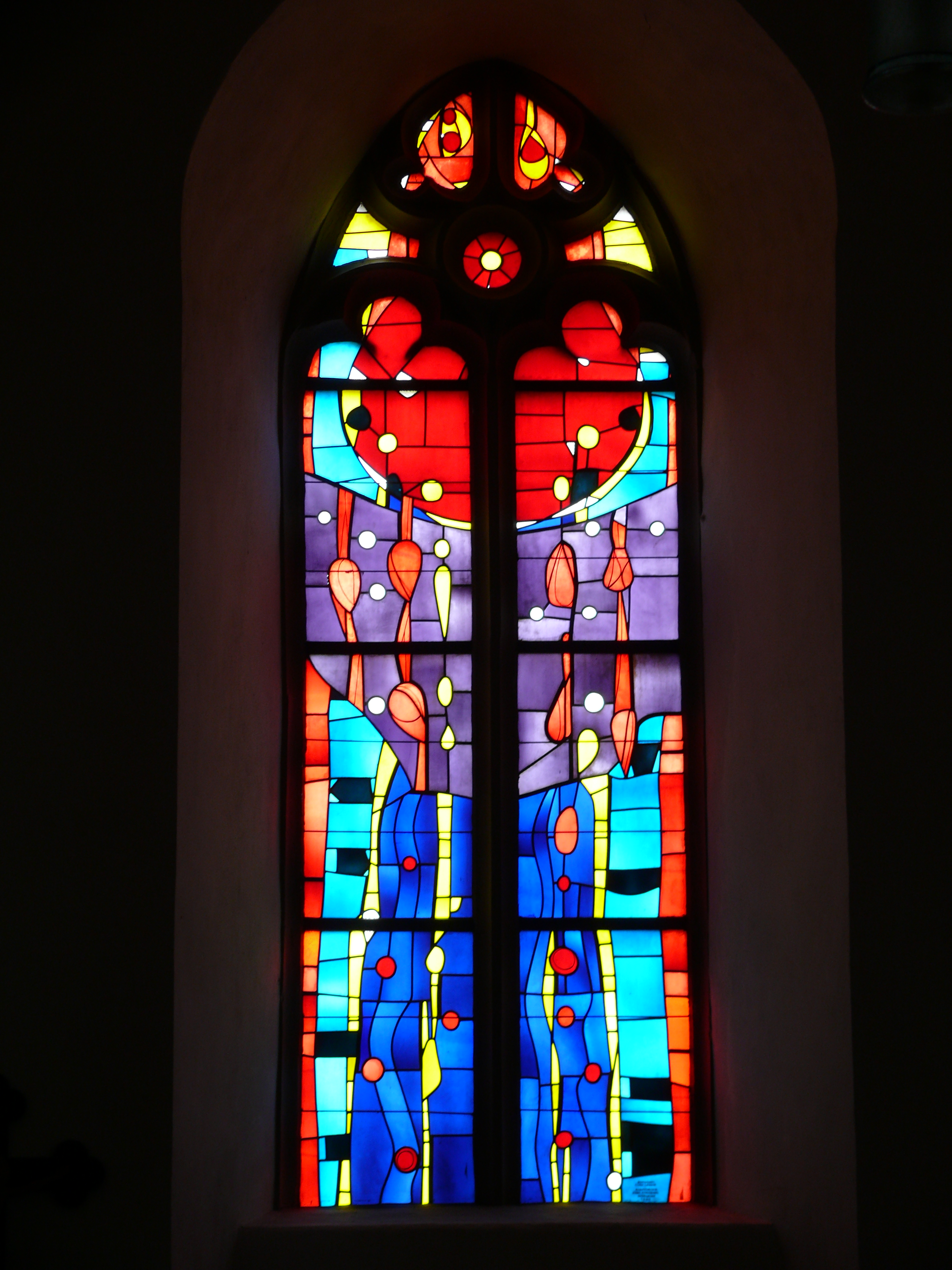
Turmfenster

Der Taufstein in der Taufkapelle im Turm trägt die Jahreszahl 1536. Das Turmfenster sowie die Lichtbänder im Innenraum stammen von dem Würzburger Kunstmaler Curd Lessig.
Das Kreuz über dem Altar sowie die Tabernakelsäule hat der Bergtheimer Künstler Karl Hornung geschaffen. Ambo und Altar bestehen aus massivem schwarzem Muschelkalkstein.
Vom Hochaltar der früheren Kirche stammen die Statuen der drei Figuren des hl. Petrus, Christus Salvator und des hl. Paulus, von den Seitenaltären die der Muttergottes und des hl. Bartholomäus als Kirchenpatron. Dessen Attribute, Messer und Sterne, finden sich im Gemeindewappen von Bergtheim.

## Orgel

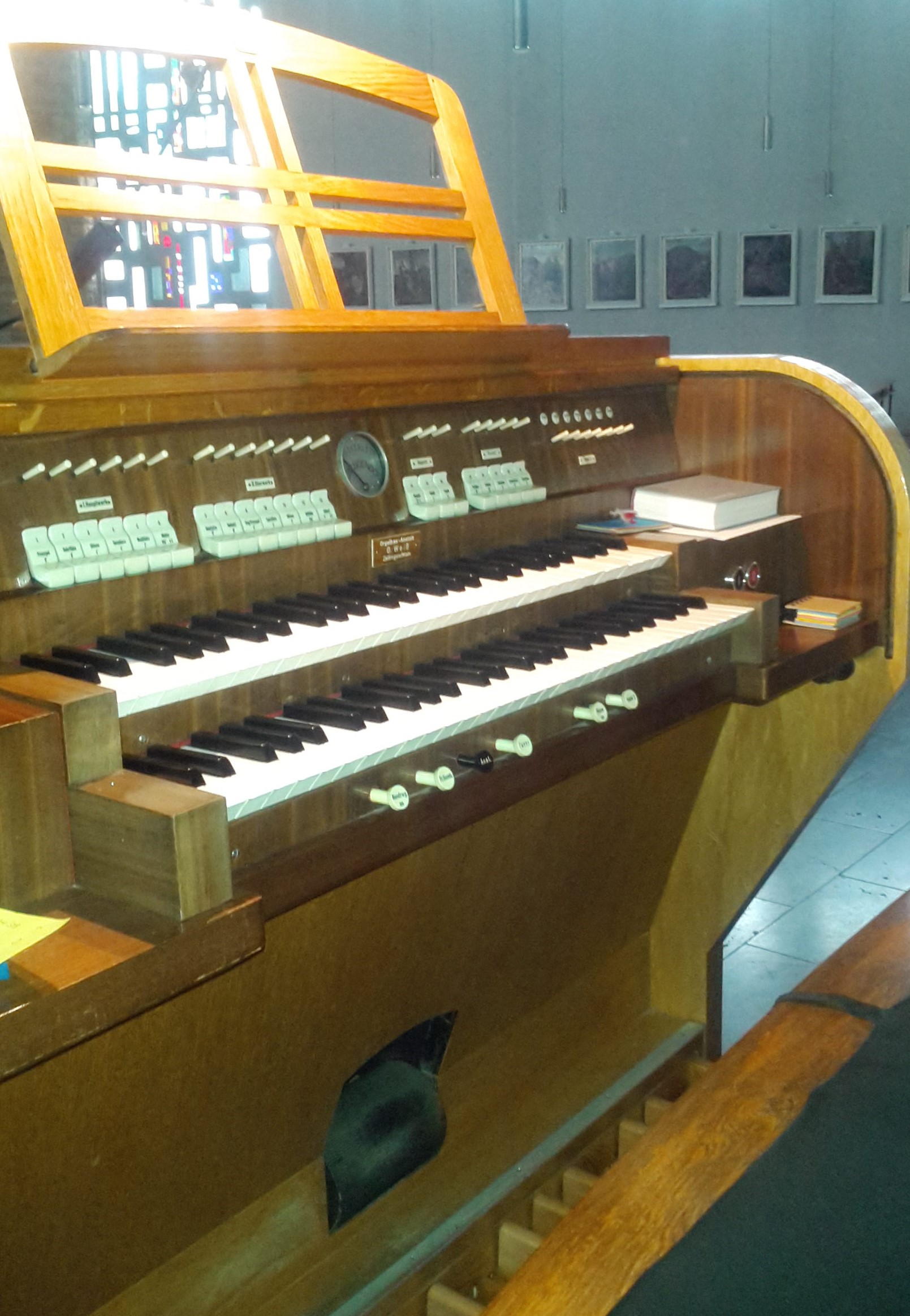
Spieltisch

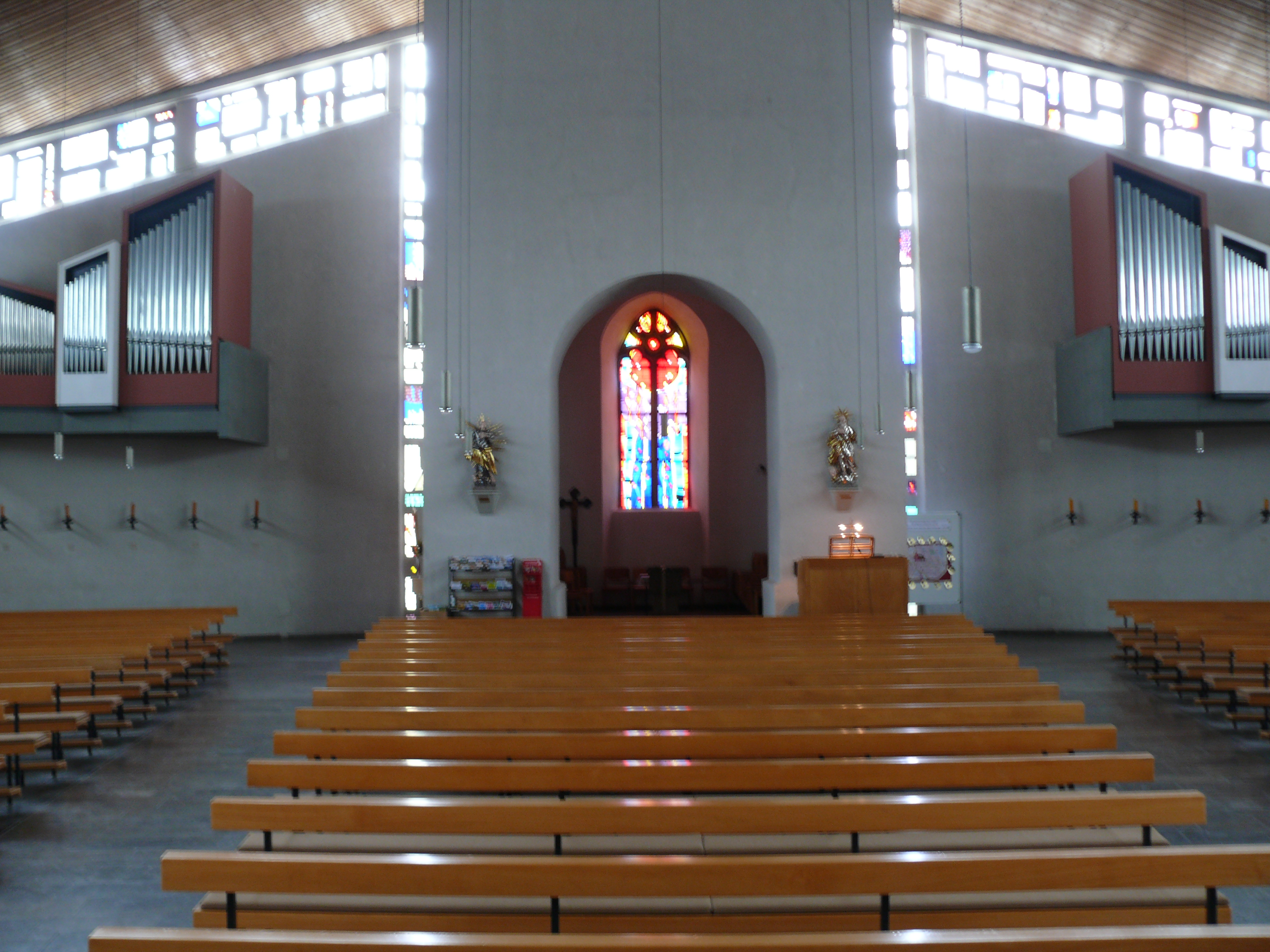
Blick vom Altar zum Turm, rechts und links davon die beiden Orgelwerke

Die Orgel mit elektrischer Traktur wurde 1965 von der „Orgelbauanstalt Gustav Weiß Zellingen“ geliefert. An der Ostwand der Kirche ragt zu beiden Seiten des Turmes je ein Podest in den Kirchenraum, auf welchen die zweiteilige Orgel positioniert ist.
Sie verfügt über 18 klingende Register, die auf zwei Manuale und Pedal verteilt sind, wobei sich das „Hauptwerk“ links und das „Oberwerk“ rechts vom Organisten befindet. Das Instrument hat folgende Disposition:
| I Hauptwerk C–f3 |           |       |
| 1.               | Prinzipal | 8′    |
| 2.               | Rohrflöte | 8′    |
| 3.               | Oktave    | 4′    |
| 4.               | Gemshorn  | 4′    |
| 5.               | Waldflöte | 2′    |
| 6.               | Mixtur    | 1 ⁄3′ |

| II Oberwerk C–f3 |                |        |
| 7.               | Quintatön      | 8′     |
| 8.               | Gedeckt        | 8′     |
| 9.               | Sing Prinzipal | 4′     |
| 10.              | Spitzflöte     | 4′     |
| 11.              | Oktave         | 2′     |
| 12.              | Sifflöte       | 1 3⁄5′ |
| 13.              | Scharff IV     | 1′     |
|                  | Tremulant      |        |

| Pedal C–f1 |             |     |
| 14.        | Zartbass    | 16′ |
| 15.        | Subbass     | 16′ |
| 16.        | Octavbass   | 8′  |
| 17.        | Gedacktbass | 8′  |
| 18.        | Choralbass  | 4′  |

- Koppeln: II/I, I/P, II/P
- Spielhilfen: 1 freie Kombination, Tutti, Walze an, Crescendo-Walze

## Glocken
Die Kirche besitzt vier Glocken. Zwei Glocken wurden 1911 von der Glockengießerei Klaus in Heidingsfeld gegossen. Die beiden anderen wurden von der Glockengießerei Otto in Hemelingen bei Bremen zur Einweihung 1964 neu beschafft. Die Tonfolge
lautet d′ — f′ — g′ — a′.